# 무사시르

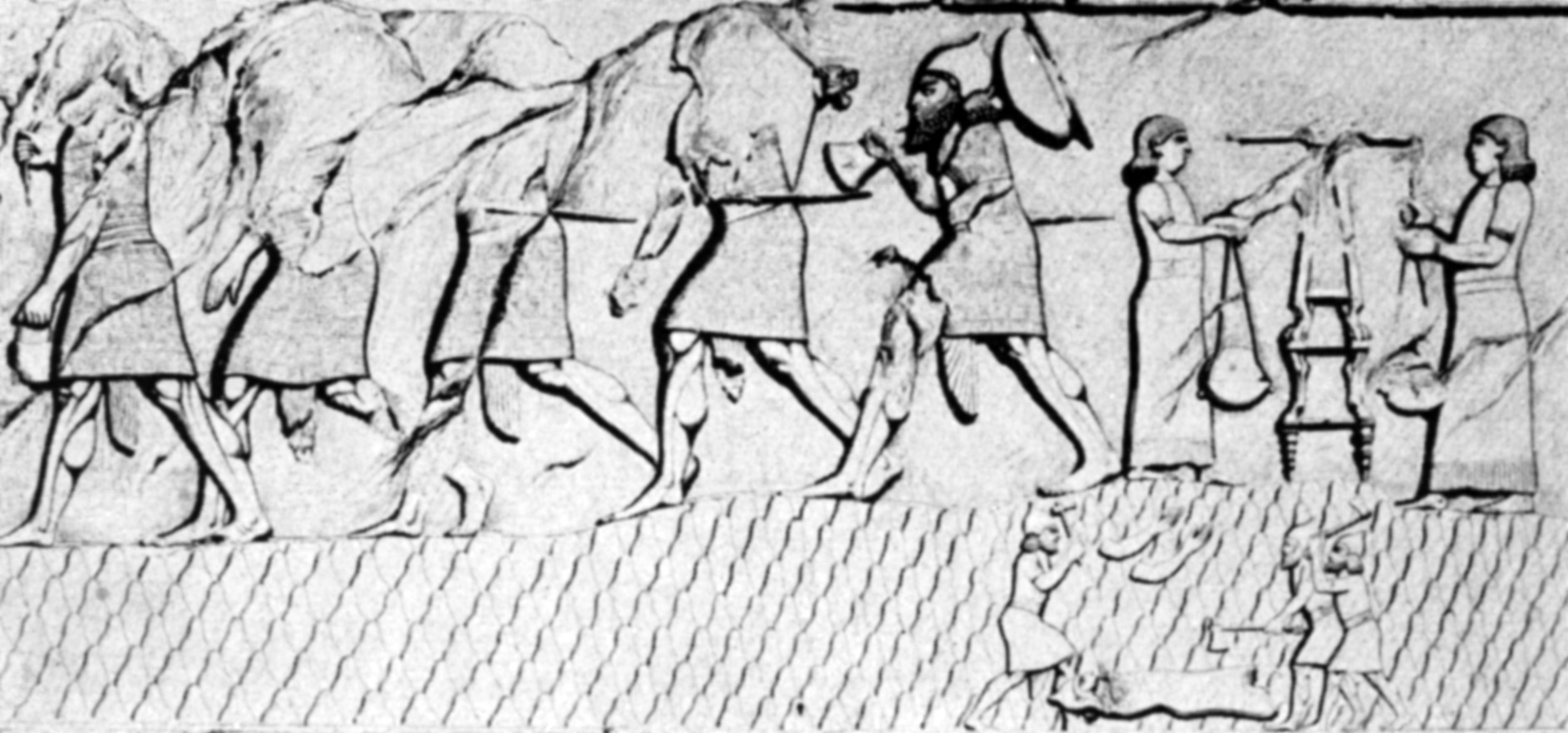

무사시르(아랍어: موساسیر , 무스리)는 고대 만나이의 도시이다. 기원전 714년에는 사르곤 2세가 점령하였고, 기원전 800년에 우라르투 왕 이쉬푸이니에 의해 병합되었다.
도시는 이라크에 있다고 생각되었으나 근래 이란 북서부의 라바트테페 발굴 결과, 무사시르는 우르미아 호수의 남쪽 서 아제르바이잔 지역에 위치함이 증명되었다.